# 乃甲切木石窟
乃甲切木石窟位于西藏自治区岗巴县昌龙乡乃加村一座砾岩小山的断壁上。开凿于吐蕃时期，2019年，被列为第八批全国重点文物保护单位。

## 组成
共有5座洞窟，洞口均南向，距地面约10米。其中K1、K2、K5洞窟均保留不完整，且洞内无雕像、壁画。K3、K4洞窟保存完好。窟内有佛像。